# The Ultimate Fighter: Heavyweights
The Ultimate Fighter: Heavyweights fue la décima temporada del reality de televisión de The Ultimate Fighter que se estrenó el 16 de septiembre de 2009. Los equipos separados fueron dirigidos por Quinton Jackson y Rashad Evans.

## Elenco

### Entrenadores
- Equipo Rampage
  - Quinton Jackson
  - Tom Blackledge
  - Tiki Ghosn
  - Hector Ramirez
  - Mike Dolce

- Equipo Rashad
  - Rashad Evans
  - Greg Jackson
  - Trevor Wittman
  - Mike Van Arsdale
  - Rolles Gracie

### Peleadores
- Equipo Rashad
  - James McSweeney, Brendan Schaub, Justin Wren, Jon Madsen, Roy Nelson, Darrill Schoonover, Matt Mitrione, Mike Wessel

- Equipo Rampage
  - Kimbo Slice, Abe Wagner, Demico Rogers, Wes Sims, Scott Junk, Wes Shivers, Marcus Jones, Zak Jensen

### Otros
- Anfitrión: Dana White
- Narrador: Mike Rowe

## Final
- Peso pesado:  Roy Nelson vs.  Brendan Schaub

Nelson derrotó a Schaub vía nocaut (golpe) en el 3:45 de la 1ª ronda para convertirse en el ganador de peso pesado de TUF.